# YDIZZY
YDIZZY（ディージー、1994年 - ）は、日本のラッパーである。ヒップホップクルーであるkiLLa（キラ）の中心メンバーであり、退廃的なムードと享楽的な世界観を持ち味とする。過去の名義としてdiZZyがある。

## 来歴

### 生い立ち
1994年、渋谷区神山町で生まれる。音楽は「気づいた時から好き」であった。小学1、2年生の頃から自分でCDを借り、気に入った曲をMDに集めて自分だけのアルバムを作り、ウォークマンで聴きながら学校に通っていた。当時はTHE BLUE HEARTSや横浜銀蝿、ヒップホップではLL・クール・Jや50セント、D12などを好んで聴いていた。日本語ラップは、Kダブシャインが「地元の先輩」で、身の回りでよくライブしていたこともあり、キングギドラなどを聴いていた。この頃、同じ小学校のひとつ年上だったNo Flowerと出会う。幼稚園児のときは医者、小学生の時はヤクザになるのが夢だった。
小学生のころからバスケットボールをはじめ、Arjunaと、その弟であるBLAISE、kZmと出会う。中学卒業後は「中目黒にある学校の体育科」に通い、そこで後輩のKEPHAと親交を深める。YDIZZYはストリートボールの大会であるALLDAYにも出場し、バスケットボール選手になることを目指していたものの、メンタルが弱すぎたことと背が伸びなかったこと、捻挫が癖になってしまったことを理由に挫折した。
高校卒業後も彼らは代々木公園に集まり、ストリートバスケを行った。プレイヤーとしては「ポイントガード寄りのシューティングガード」だった。kZmが18、9歳のころ、「自分たちが着たい服が世の中にない」という理由から「kiLLa」というブランドを作り、「そのブランドのルックを作る時に、周りのイケてる奴らを出した」ことを契機として、この友人集団はヒップホップクルーのkiLLaとして知られるようになる。

### キャリア
YDIZZYらの集団にkiLLaという名前がついたころ、クルーは音楽を作りはじめるようになる。最初にラップをはじめたのはkZmで、YDIZZYが成人をむかえる少し前のことだった。彼はクラブで遊ぶことはあっても自分がプレイヤー側になることにはあまり興味を持っておらず、当初はkZmの楽曲制作も冷めた目で見ていた。Arjunaがラップをはじめ、クルーで彼らの音楽が流れはじめる中でYDIZZYも音楽に興味を持ち出し、流れに乗るかたちでラップをはじめることとなる。当初はバスケのゲームが終わった後にビートを流し、遊びでラップしていたという。はじめて収録した曲は「Mic Check」で、「意気込み的にはそん時ゼロだったすけど、けっこうイケイケで行った」という。2015年3月15日にミックステープ『Syndrome』をリリースする。
ラップをはじめて3～4か月ほど経った、「Ice Cold City」をリリースしたころ、Chaki Zuluに声を掛けられ、アルバムの制作を持ちかけられる。また、2016年には彼を経由した縁もあり、Anarchyの「NO FEAR」にも参加した。この頃、YDIZZYは「人とも喋れないし、本当に何もできなくなって、家から出れなくなって」しまった時期を経験した。彼は自殺を考え、青木ヶ原樹海まで足を運んだものの、命を絶つことはできず、家に戻った。kiLLaのメンバーは彼のもとを訪れ、励ましてくれたもののYDIZZYはそれに対して「ほんと無理、無理、ほんと無理だから」と言い続けた。2nd EP『Syndrome II』に収録される「MURIMURI」はこの経験をもとにつくられた。こうした時期が3～4か月ほどつづいたものの、Youtubeでラッパーのライブや、Chief Keefのドキュメンタリーなどを視聴して立ち直る。
| 「                  | この理由はみんなよくわからないって言うけど、なぜかって言ったら、おれの元々の夢は仲間と笑っていられることで、笑うためにはおれは戻らないといけないし、やっぱ仲間のために裏切れないし、それで戻った。やるって決めて、速攻でランニング始めて、すごい太ってたから。その日にリリック書いて。それまでは全然書けなかったから、その勢いでごまかして書いて、書けたからNO FLOWERに「まだ遅くない？」って聞いたら「全然遅くないよ」って言われて。 | 」 |
| —YDIZZY(FNMNL 2017) | |    |

2016年の9月か10月ごろにYDIZZYはスランプから脱却し、10月28日には2ndミックステープ『Syndrome II』、2017年3月29日には『Syndrome III』をリリースする。これらのEPは、「待ってたくれた人たちのため」にフリー音源として公開された。
1stアルバムである『DIZZiNESS』は2017年6月7日にリリースされた。レコーディングスタジオにあまり入らなかったことや、スランプがあったことなども関係し、アルバムの完成までには2年ほどかかった。ビートはすべてChaki Zuluが担当し、ラップにも客演は入らなかった。YDIZZYは同アルバムを「今できる俺の全てで、今の俺のベスト」と位置づけ、性別や、普段ヒップホップを聴くかに関わらず、「全員に聴いてもらいたい」と語った。10月1日には『Syndrome IV』をリリースする。同盤にはkiLLa外部から、アメリカのラッパーであるBONE$ THE SPITTAと台湾のラッパーであるYZが参加した。
その後、2017年末より消息を絶つも、2018年9月16日にアルバム『TROCKSTAR Season1』をリリースする。その後、再び1年にわたり沈黙を守ったのち、2020年2月2日に同アルバム収録「Byuuuun!」のMVを公開する。5月2日にはBLAISEとの共作アルバムである『SOBADSO』をリリースする。2021年11月26日に『TROCKSTAR Season2』をリリースする。2023年6月23日に2年ぶりのアルバムとなる『Syndrome V』をリリースする。

## 音楽性
FNMNLは、YDIZZYの音楽性を「退廃的なムードと享楽的な世界観をラップと歌で共存させるスタイル」であると表現している。
「頭の中で出てきた音に対して言葉を足してく」ようにして楽曲を制作している。1曲をつくるのに30分ほどしかかからないが、細部を調整し、完成させるまでには3～4時間かけるという。最も影響を受けたラッパーとしてエミネムを挙げているほか、影響を受けたアーティストとして今井美樹や森山直太朗、MAXO CREAM、XXXTENTACION、CHIEF KEEF、よく聴くアーティストとして尾崎豊、WANDSを挙げている。

## ディスコグラフィ

### 配信限定シングル
| 発売日         | タイトル                                               |
| -------------- | ------------------------------------------------------ |
| 2017年6月2日   | GAAAA (feat. BLAISE)                                   |
| 2018年7月9日   | Abloom                                                 |
| 2018年7月16日  | One Time                                               |
| 2018年7月23日  | 簡単じゃない                                           |
| 2018年8月6日   | D. W. a... (feat. SALU)                                |
| 2020年2月22日  | JIMINY                                                 |
| 2020年2月23日  | WTF                                                    |
| 2020年3月30日  | EL thought                                             |
| 2020年3月31日  | Melody                                                 |
| 2022年2月28日  | IDWD (First Day Out) / YDIZZY & BLAISE                 |
| 2022年12月30日 | SIMF                                                   |
| 2023年1月27日  | Hero                                                   |
| 2023年2月3日   | 邪眼 (feat. NO FLOWER)                                 |
| 2023年2月10日  | Different (feat. BSTA) / YDIZZY, BLAISE & S TILL I DIE |
| 2023年3月11日  | 約束 / YDIZZY & BLAISE                                 |
| 2024年3月1日   | 簡単じゃない                                           |
| 2024年3月1日   | One Time                                               |
| 2024年3月1日   | Abloom                                                 |

### 参加作品
配信シングル
| 発売日         | タイトル                                                    |
| -------------- | ----------------------------------------------------------- |
| 2017年1月6日   | KEPHA『LOUDER (feat. YDIZZY)』                              |
| 2018年10月5日  | DJ CHARI『DEEP DREAM (feat. YDIZZY)』                       |
| 2018年12月21日 | OVER KILL『00000F00K0P (feat. YDIZZY)』                     |
| 2020年4月26日  | Riin『Bokenamazu (feat. YDIZZY)』                           |
| 2020年7月8日   | Lil YamaGucci『山口 (feat. YDIZZY)』                        |
| 2024年4月19日  | Dandee & PalmTr33$『In Da Morning (feat. YDizzy & Arjuna)』 |